# Georgina Spelvin
Georgina Spelvin (Houston, Texas; 1 de març de 1936) és el nom artístic de Michelle Graham, una ex actriu pornogràfica estatunidenca, famosa per la seva aparició en la pel·lícula The Devil in Miss Jones.

## Biografia

### Abans delThe Devil in Miss Jones
Spelvin va néixer en 1936 a Houston Texas, durant la seva infantesa va patir la pòlio, però es va recuperar a temps per a dedicar-se a la dansa. Va començar la seva carrera professional com a corista en Nova York apareixent en diverses produccions de Broadway com Guys and Dolls, Sweet Charity i The Pajama Game. El 1957 faria la seva primera pel·lícula porno, The Twilight Girls, de tipus softcore lèsbic.

#### Nom artístic
Quan el seu amic, l'actor Harry Reems, la va introduir en el món del cinema per a adults, va conèixer al director Gerard Damiano. Allí va triar el pseudònim de Georgina Spelvin, el qual és una variació de George Spelvin (nom tradicionalment usat per actors d'escenari).
Encara que Spelvin és coneguda per unes poques escenes sexuals de finals dels 60, es va fer una de les figures més conegudes del gènere hardcore pel seu paper protagonista en The Devil in Miss Jones de 1973. Spelvin va fer aparició en aproximadament 70 pel·lícules abans de retirar-se en 1982. Cal afegir que va aparèixer en la pel·lícula de baix pressupost Girls For Rent, on també es va encarregar del disseny de vestuari, a part dels seus cameos en les pel·lícules Boja acadèmia de policia 1 i 3. Al principi, ella anava encaminada per a un paper més majoritari, però finalment li van donar el paper de prostituta ja que esperaven que els espectadors la coneguessin com aquella actriu porno. Als films també s'implicava l'ús de les fel·lacions. A més, també ha tingut major protagonisme en altres produccions com a Bad Blood, on va aparèixer acreditada com "Ruth Raymond", i a Next Year in Jerusalem igual que en els programes de televisió Dream On i The Lost World
Spelvin va personificar l'era del porno chic. En 1973, Robert Berkvist va escriure a The New York Times que "'Miss Jones' és tan familiar a Scarsdale [al respectable i benestant suburbi de Nova York] com a Broadway."

#### Vida personal
Durant la dècada dels 70, va mantenir una relació lèsbica durant molts anys amb Clair Lumaire, companya de repartiment a The Devil in Miss Jones.

### Després delDevil
Després de la seva marxa del cinema pornogràfic, es va fer dissenyadora gràfica fins que en 2001 es va jubilar als 65 anys.
En 2005 va ser entrevistada per a la pel·lícula documental Inside Deep Throat. A la tercera setmana de febrer de 2008 es va traslladar a Los Angeles, on resideix juntament amb el seu marit John Welsh.
En 2009. va aparèixer en el videoclip de la cançó Paradise Circus del grup Massive Attack.

#### Autobiografia
Al maig de 2008, va publicar la seva autobiografia: The Devil Made Me Do It, i va fer una aparició a través d'un curt web on va anunciar el seu llançament als seus fanes d'Internet. El llibre, una obra acte publicada, està disponible en el seu website.

## Filmografia
- Red Ribbons (1994)
- Bad Blood (1989)
- Return to Justice (1989)
- Boja acadèmia de policia 3 (1986)
- Super Sex (1986)
- Cumshot Revue 2 (1985)
- Boja acadèmia de policia (1984)
- When She Was Bad (1983)
- Between Lovers (1983)
- Endless Lust (1983)
- Snow Honeys (1983)
- Garage Girls (1982)
- Centerspread Girls (1982)
- The Devil in Miss Jones, Part II (1982)
- Behind the Scenes of an Adult Movie (1981)
- Ring of Desire (1981)
- Teacher's Pet (1981)
- The Seven Seductions of Madame Lau (1981)
- The Dancers (1981)
- Country Comfort (1981)
- Indecent Exposure (1981)
- The New York City Woman (1980)
- That's Porno (1980)
- Urban Cowgirls (1980)
- Mystique (1979)
- Tropic of Desire (1979)
- Babylon Pink (1979)
- The Ecstasy Girls (1979)
- Fantasy (1979)
- For Richer, for Poorer (1979)
- El Paso Wrecking Corp. (1978)
- The Erotic Adventures of Candy (1978)
- Love Airlines (1978)
- Take Off (1978)
- Easy (1978)
- Honky Tonk Nights (1978)
- Sensual Encounters of Every Kind (1978)
- The Jade Pussycat (1977)
- The Confessions of Linda Lovelace (1977)
- Desires Within Young Girls (1977)
- Teenage Twins (1976)
- The Journey of O (1976)
- Ping Pong (1976)
- Tarz and Jane and Boy and Cheeta (1976)
- Fantasy in Blue (1975)
- 3 A.M. (1975)
- Inside Georgina Spelvin (1975)
- All the Way (1975) .... Dolores, wife of Everett
- Intensive Care (1975)
- Mount of Venus (1975)
- The Private Afternoons of Pamela Mann (1975)
- Sexual Ecstasy of the Macumba (1974)
- Girls for Rent (1974)
- Wet Rainbow (1974)
- Happy Days (1974)
- Honeymoon Suite (1974)
- Bible! (1974)
- Fringe Benefits (1974)
- Over Sexposure (1974)
- The Birds and the Beads (1973)
- Sleepy Head (1973)
- Teachers and Cream (1973)... aka Teacher's Pets
- The Russians Are Coming (1973)
- The Erotic Memoirs of a Male Chauvinist Pig (1973)
- High Priestess of Sexual Witchcraft (1973)
- The Newcomers (1973)
- Lecher (1973)
- Guess Who's Coming (1973)
- Bedroom Bedlam (1973)
- Devil's Due (1973)
- The Devil in Miss Jones (1973)
- Career Bed (1969)
- Sex by Advertisement (1969)
- The Twilight Girls, (1957)

## Premis
- 1976 AFAA Best Supporting Actress for Ping Pong[6]

- 1977 AFAA Best Actress for Desires Within Young Girls[6]

- 1978 AFAA Best Supporting Actress for Take Off[6]

- 1979 AFAA Best Supporting Actress for Esctacy Girls[6]

- 1980 AFAA Best Supporting Actress for Urban Cowgirls[6]

- 1981 AFAA Best Actress for Dancers[6]

- AVN Hall of Fame[7]

- Legends of Erotica[8]

- XRCO Hall of Fame[9]